# رافع خلفي

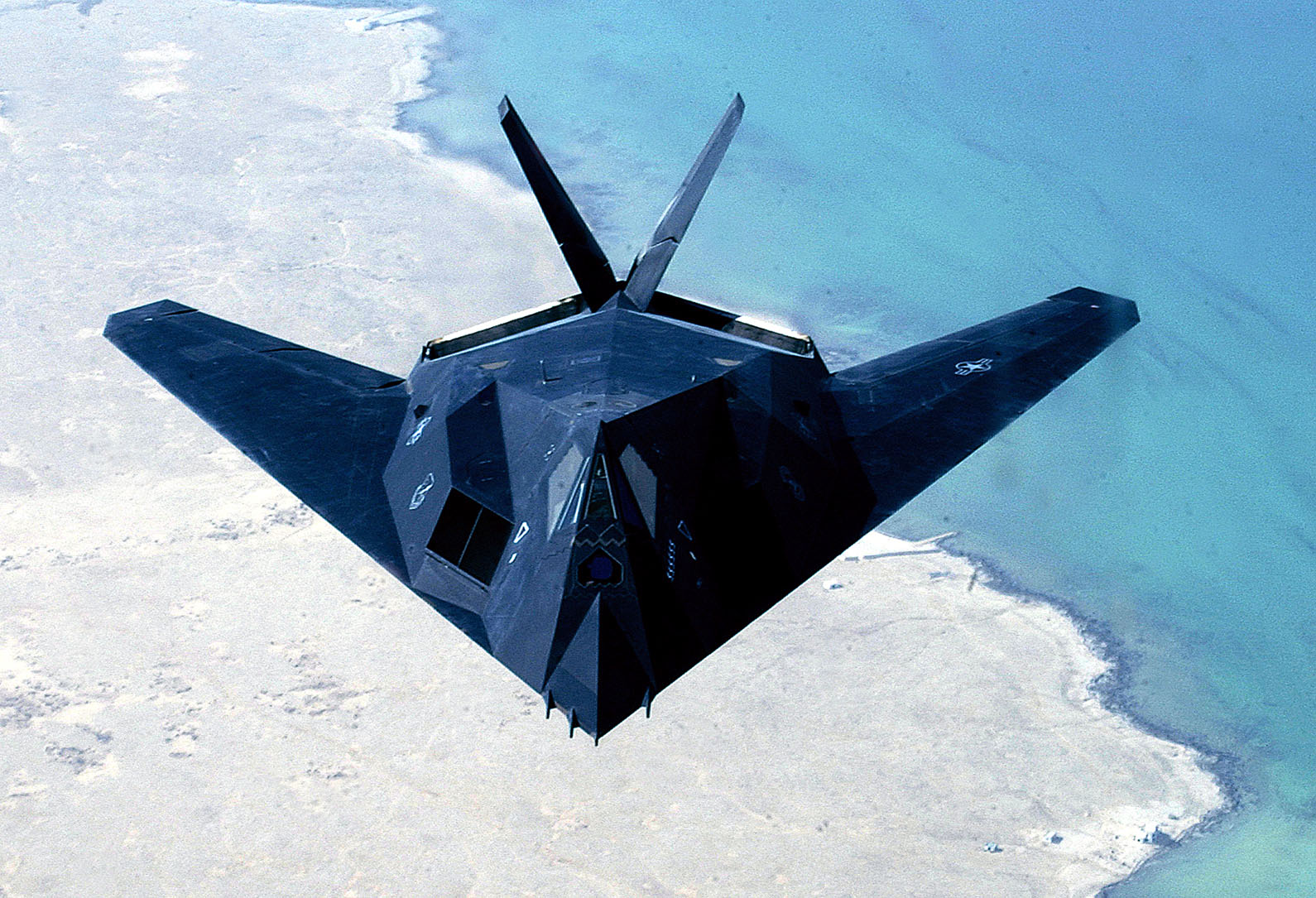
رافع خلفي موجود بالحافة الخلفية لجناح طائرة إف 117 نايت هوك

رافع خلفي

رافع خلفي أو elevon هو توجيه سطحي للطائرة يجمع كلا من الجنيح (ويتحكم بالدوران) والرافع (و يتحكم بالتموج) وهو يجمع كلا الاسمين Elevator و Aileron ويستخدم للطائرات عديمة الذيل أو الجناح الطائر.وهو ليس جزء من الجناح ولكنه عوضا هو توجيه سطحي منفصل، ويمكن أن يكون رافع موازن.
الرافع الخلفي مثبت بالطرف الخلفي لكلا جناحي الطائرة. فعندما يرتفعان أو ينخفضان مع فالتوجيه سيكون لخفض مقدمة الطائرة أو رفعها (تحكم التموج)، وإذا ارتفع احدهما وانخفض الآخر فالتوجيه سيكون بدوران جسم الطائرة حول نفسها (تحكم الدوران). ويمكن الجمع بالتحكمين معا، مثال: إحدى الرافع الخلفي يرتفع للأعلى بالكامل بينما الآخر يرتفع جزئيا.
التحكم بالرافع الخلفي في غرفة القيادة شبيهة بالتحكم بالجنيح والرافع كلا على حدة، ولكن الإدخال بالتحكم لكليهما يكون مشترك كهربيا وميكانيكيا لكي يعطي الوضع المناسب لكل رافع خلفي.